# Davide De Cassan
Davide De Cassan (Riva del Garda, 4 januari 2002) is een Italiaans wielrenner die in 2024 prof werd bij Team Polti Kometa.

## Carrière
In 2021 nam De Cassan, als eerstejaars belofte, deel aan de Ronde van de Aostavallei. In de slotrit, een bergrit naar Valnontey, finishte hij, achter Georg Steinhauser en Asbjørn Hellemose, als derde. In 2022 werd De Cassan onder meer vierde in de GP Palio del Recioto, zevende in het eindklassement van de Carpathian Couriers Race en tiende in dat van de Ronde van Slowakije. Een jaar later was hij, samen met zijn ploeggenoten, de beste in de openingsploegentijdrit in de Carpathian Couriers Race. Eind mei 2023 won hij de Grote Prijs van Gorensjka. In juni van dat jaar won hij het jongerenklassement in de Ronde van Opper-Oostenrijk en werd hij derde in het eindklassement van de Vredeskoers voor beloften.
In 2024 werd De Cassan prof bij Team Polti Kometa, de ploeg waar hij eind 2023 al stage had gelopen. Zijn eerste wedstrijdkilometers van het seizoen maakte hij in de Ruta de la Cerámica.

## Overwinningen
2023
1e etappe Carpathian Couriers Race (ploegentijdrit)
GP Gorenjska
Jongerenklassement Ronde van Opper-Oostenrijk

### Resultaten in voornaamste wedstrijden
|      | \| Jaar \| Ronde van Lombardije \| Strade Bianche \| \| ---- \| -------------------- \| -------------- \| \| 2024 \| opgave \| opgave \| \| 2025 \| \| 89e \| |                |
| Jaar | Ronde van Lombardije | Strade Bianche |
| 2024 | opgave | opgave         |
| 2025 | | 89e            |

## Ploegen
- 2021 –  Cycling Team Friuli ASD
- 2022 –  Cycling Team Friuli ASD
- 2023 –  Cycling Team Friuli ASD
- 2023 –  EOLO-Kometa (stagiair vanaf 1 augustus)
- 2024 –  Team Polti Kometa
- 2025 –  Team Polti VisitMalta

Albanese · D. Bais · M. Bais · Bevilacqua · Fancellu · Fetter · Fortunato · Garosio · Gavazzi · Lonardi · Maestri · Á. Martín · D. Martín · Pietrobon · Piganzoli · Raccani (tot 9/8) · Rivi · Serrano · Sevilla · Tercero · De Cassan (stagiair) · Muñoz (stagiair)
D. Bais · M. Bais · De Cassan · Double · Fabbro · Fetter · Garosio · Gómez · Lonardi · Maestri · Á. Martín · D. Martín · Muñoz · Peñalver · Pietrobon · Piganzoli · Restrepo · Serrano · Sevilla · Tercero · Bagnara (stagiair) · Buttigieg (stagiair)  · Raccagni (stagiair)